# Бела I
Бела I (угор. I. Béla, 1016—1063) — угорський король з династії Арпадів, молодший брат короля Андрія I.

## Біографія

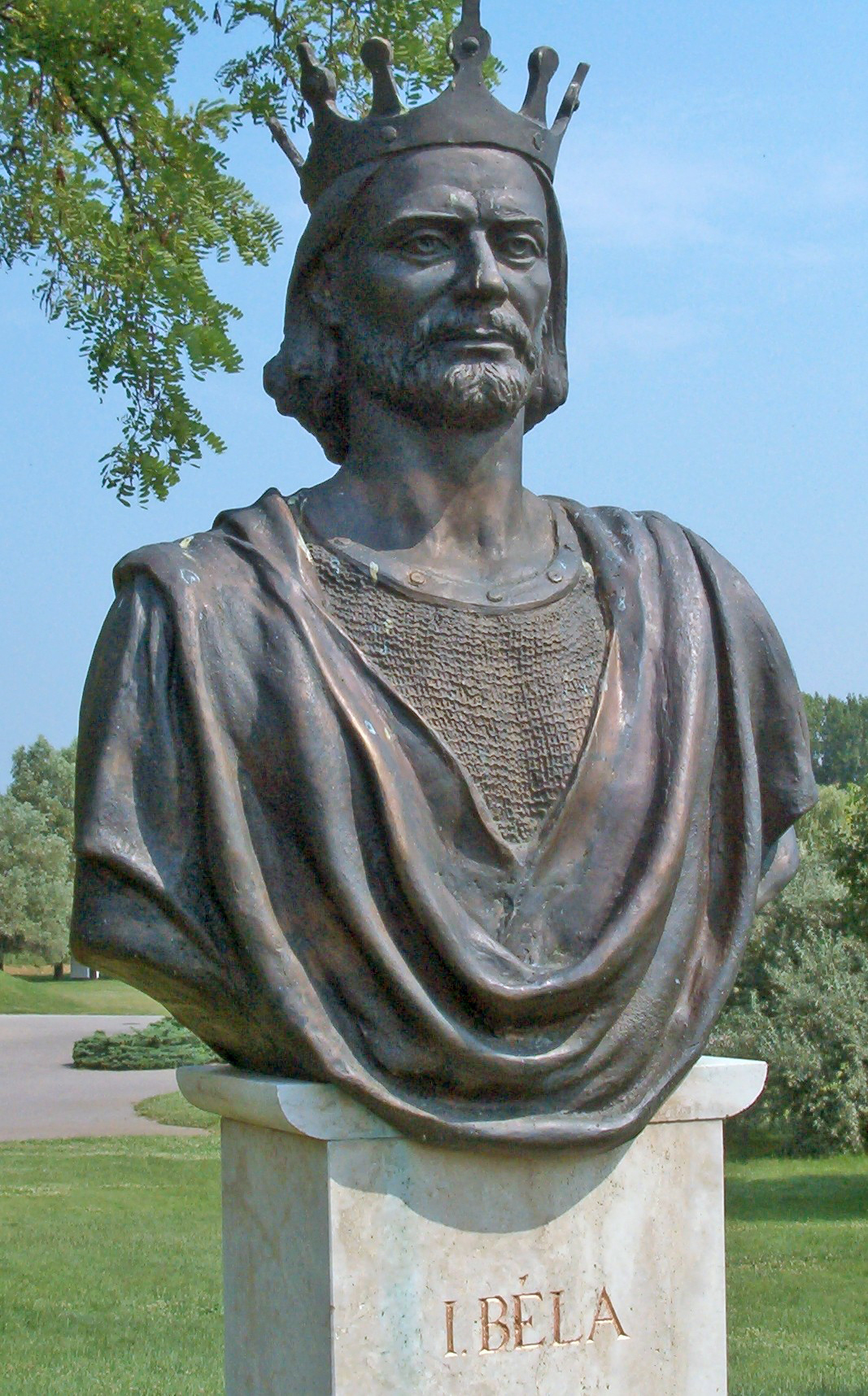

Його батько Вазул спробував (поміж 1031—1038) захопити трон свого двоюрідного брата Стефана І Святого, за що був осліплений. Бела через участь у змові у 1030-х роках рятувався втечею до Чехії, Польщі. Перебуваючи у Польщі, відзначився у боях з поморянами і одружився 1043 з донькою Мешка ІІ. Бездітний Андрій І дозволив йому 1048 повернутись до Угорщини, де надав у володіння північну третину королівства і оголосив спадкоємцем престолу. Бела брав участь у війні 1051 року з німцями. Після народження сина Шаламона король Андрій І коронував його (1057), а Бела підняв бунт. Шаламона заручили з Юдитою, сестрою німецького короля Генріха IV, який надав військову допомогу. Бела змушений був втекти до Польщі. За допомогою двоюрідного брата дружини Болеслава II у 1060 році він розбив військо брата у битві під Мошонами. Андрій І помер від отриманих рану містечку Зірце в 1061 році, Шоломон втік до Німеччини, а Бела I в Секешфехерварі був проголошений новим угорським королем.
Незабаром після сходження Бели на престол незадоволені християнізацією угорці, переважно представники найбільш знедолених верств населення, звернулися до нового короля в його резиденції в Секешфехерварі, з вимогами вигнання католицьких священиків та реставрації язичництва. Після трьох днів «роздумів» Бела I розігнав зібрався вислухати рішення короля народ за допомогою викликаних з сусідніх замків гарнізонів.
За час свого короткого (три роки) правління Бела I провів ряд успішних реформ. Встановивши законодавче регулювання міри, ваги та монетної системи, Бела, таким чином, став першим упорядником торгових відносин у середньовічній Угорщині. Також він заклав парламентського представництва, вперше запросивши на збори в Секешфехерварі (Штульвейссенбурге) не все дворянство країни, а лише по два представники від кожного комітату.
Бела I загинув у результаті нещасного випадку в 1063 і був похований в заснованому ним абатстві в Сексарда. Після смерті Бели імператор Священної Римської імперії Генріх IV вторгся в Угорщину і привів до влади десятирічного сина Андраша I Шаламона, який втік у 1060 році до Німеччини.

## Родина
Дружина — Ричеза Польська
Діти:
- Геза І (1044—1077) — король Угорщини
- Ласло (1048—1095) — король Угорщини
- Ламберт (р.н.н.-1095)
- Софія (1050 — 18 червня 1095)
- Єлена (р.н.н.-1091) — дружина короля Хорватії Звонимира
- Ланка — дружина Ростислава Володимировича
- Євфемія (бл. 1050 — 2 квітня 1111) — княгиня Моравська (за більшістю історичних досліджень була донькою Андрія І та Анастасії Ярославни).